# Алеардо Алеарди
Алеа́рдо Алеа́рди (итал. Aleardo Aleardi), настоящее имя — Гаэта́но Мари́я Алеа́рди (итал. Gaetano Maria Aleardi; 14 ноября 1812, Верона, Венеция — 17 июля 1878[…], Верона, Венеция) — итальянский поэт, политик и патриот.

## Биография
Алеардо Алеарди родился 14 ноября 1812 года в Вероне. 
Изучал сначала в Падуе юриспруденцию, но затем, когда по своей политической неблагонадежности нигде не мог найти постоянных занятий, посвятил себя поэтической и литературной деятельности.
После восстания Венеции в 1848 году на него в числе других было возложено Манином составление избирательного закона.
Позднее он был послан вместе с Томмазео в город Париж в качестве представителя временного правительства Венеции, оттуда поехал во Флоренцию и Верону, где был схвачен и увезен в Мантую. В 1859 году Алеарди снова был арестован и заключен в Иозефштадтской крепости в Богемии.
По заключении мира он возвратился в Италию и, поселившись в Брешии, был избран в парламент.
В 1864 году назначен профессором эстетики при Академии изящных искусств, затем членом совета министерства просвещения и сенатором.
Сочинения поэта, проникнутые горячим стремлением к государственной, социальной и политической свободе Италии, не раз навлекали на него преследования австрийской полиции.
Алеардо Алеарди скончался в Вероне 17 июля 1878 года.

## Память
- В честь Алеардо Алеарди названы улицы в населённых пунктах:
  - Анцио
  - Венеция
  - Ментана
  - Местре
  - Милан
  - Рим
  - Римини
  - Савона
  - Скандиччи
  - Терни
  - Флоренция

- Памятники:
  - В Вероне, на площади Св. Апостолов; скульптор Уго Дзаннони (1883);[5]
  - Бюст в Риме[6].